# Maria Àngels Falqués
Maria Àngels Falqués (1943) és una política, editora i activista política nord-catalana.
Influïda pel maig de 1968 i per l'occitanisme, després de militar en el Comité Rossellonès d'Estudis i d'Animació va participar amb el seu company Miquel Mayol en la fundació el 1971 de l'Esquerra Catalana dels Treballadors (ECT). Per altra banda, el 1976 també és una de les principals fundadores de La Bressola, primera escola maternal en català a la Catalunya del Nord. El 1985 va fundar amb el seu marit Robert Avril l'editorial El Trabucaire per a donar a conèixer la literatura dels autors nord-catalans.
El 2010 va rebre el Premi Joan Blanca de l'Institut Font Nova de Perpinyà i la Creu de Sant Jordi.